# Обґрунтована теорія
Обґрунтована теорія — це систематична методологія, яка в основному застосовувалася до якісних досліджень, які проводяться соціологами. Методологія передбачає побудову гіпотез і теорій шляхом збору й аналізу даних. Обґрунтована теорія передбачає застосування індуктивних міркувань. Методологія контрастує з гіпотетико-дедуктивною моделлю, яка використовується в традиційних наукових дослідженнях.
Дослідження, засноване на обґрунтованій теорії, ймовірно, розпочнеться з питання або навіть просто зі збору якісних даних. Коли дослідники переглядають зібрані дані, ідеї та концепції стають очевидними для дослідників. Кажуть, що ці ідеї/концепції «випливають» із даних. Дослідники позначають ці ідеї/концепції кодами, які стисло підсумовують ідеї/концепції. У міру того, як збирається та переглядається більше даних, коди можна згрупувати в концепції вищого рівня, а потім у категорії. Ці категорії стають основою гіпотези чи нової теорії. Таким чином, обґрунтована теорія суттєво відрізняється від традиційної наукової моделі дослідження, де дослідник обирає існуючу теоретичну структуру, розробляє одну або кілька гіпотез, виведених із цієї основи, і лише потім збирає дані з метою оцінки достовірності гіпотез.

## Фон
Обґрунтована теорія — це загальна методологія дослідження, спосіб мислення та концептуалізації даних. Вона використовується в дослідженнях різних груп населення в таких сферах, як повторний шлюб після розлучення і професійна соціалізація. Методи обґрунтованої теорії були розроблені двома соціологами, Барні Глейзером і Ансельмом Штраусом.
Співпрацюючи над дослідженнями вмираючих лікарняних пацієнтів, Глейзер і Штраус розробили метод постійного порівняння, який пізніше став відомий як метод обґрунтованої теорії. Вони узагальнили свої дослідження в книзі “Усвідомлення смерті», яка була опублікована в 1965 році. Глейзер і Штраус продовжували описувати свій метод більш детально у своїй книзі 1967 року «Відкриття обґрунтованої теорії». Трьома цілями книги було:
1. Надайте обґрунтування, щоб виправдати ідею про те, що розрив між теорією соціальних наук та емпіричними даними слід скоротити шляхом міцного обґрунтування теорії в емпіричних дослідженнях;
2. Забезпечити логіку обґрунтованої теорії;
3. Узаконити ретельне якісне дослідження, найважливішу мету, тому що до 1960-х років кількісні методи дослідження здобули такий великий престиж, що якісне дослідження стало розглядатися як неадекватне.[3]

Поворотний момент у прийнятті теорії стався після публікації «Усвідомлення смерті». Їхня робота про вмирання допомогла встановити вплив обґрунтованої теорії в медичній соціології, психології та психіатрії. Із самого початку, методи обґрунтованої теорії стали більш помітними в таких різноманітних галузях, як драма, менеджмент, виробництво та освіта.

## Філософські основи
Обґрунтована теорія поєднує в собі традиції позитивістської філософії, загальної соціології та, зокрема, символічної інтеракціоністської гілки соціології. Згідно з Ральфом, Бірксом і Чепменом, обґрунтована теорія є «методологічно динамічною» в тому сенсі, що, замість того, щоб бути повною методологією, обґрунтована теорія надає засоби побудови методів для кращого розуміння ситуацій, у яких опиняються люди.
Глейзер мав досвід позитивізму, що допомогло йому розробити систему маркування з метою кодування якісних відповідей учасників дослідження. Він визнавав важливість систематичного аналізу для якісного дослідження. Таким чином він допоміг переконатися, що обґрунтована теорія потребує створення кодів, категорій і властивостей.
Штраус мав досвід символічного інтеракціонізму, теорія, яка має на меті зрозуміти, як люди взаємодіють один з одним у створенні символічних світів і як символічний світ окремої людини допомагає формувати поведінку людини. Він розглядав індивідів як «активних» учасників у формуванні власного розуміння світу. Штраус підкреслив багатство якісних досліджень у висвітленні соціальних процесів і складності соціального життя.
За Глейзером, стратегія обґрунтованої теорії полягає в інтерпретації особистого значення в контексті соціальної взаємодії. Система обґрунтованої теорії вивчає «взаємозв'язок між значенням у сприйнятті суб'єктів і їхніми діями».
Обґрунтована теорія створює символічні коди на основі категорій, що випливають із записаних якісних даних. Ідея полягає в тому, щоб дозволити методам обґрунтованої теорії допомогти нам краще зрозуміти феноменальний світ людей. Згідно з Міллікеном і Шрайбером, ще одним завданням обґрунтованого теоретика є розуміння соціально спільних смислів, які лежать в основі поведінки індивідів і реальності досліджуваних учасників.

## Вищевикладене
Обґрунтована теорія пропонує методи для створення гіпотез на основі якісних даних. Після того, як гіпотези сформовані, інші дослідники мають спробувати підтримати або відкинути ці гіпотези. Запитання, які ставить якісний дослідник, використовуючи обґрунтовану теорію, включають: «Що відбувається?» та «Яка основна проблема учасників, і як вони намагаються її вирішити?»
Дослідники, які використовують методи обґрунтованої теорії, не прагнуть до «істини». Скоріше ці дослідники намагаються концептуалізувати те, що відбувалося в житті учасників дослідження. Застосовуючи методи обґрунтованої теорії, дослідник не формулює гіпотези перед збором даних, як це часто буває в традиційних дослідженнях, інакше гіпотези не будуть обґрунтовані в даних. Передбачається, що з даних випливають гіпотези.
Метою дослідника, який використовує обґрунтовані теоретичні методи, є створення концепцій, які пояснюють те, як люди вирішують свої головні проблеми незалежно від часу та місця. Ці концепції організовують дані базового рівня. Концепції стають будівельними блоками гіпотез. Гіпотези стають складовими теорії.
У більшості досліджень поведінки одиницями аналізу є особи або пацієнти, тоді як в обґрунтованій теорії одиницею аналізу є подія. Зазвичай кілька сотень інцидентів аналізуються в обґрунтованому теоретичному дослідженні, оскільки кожен учасник зазвичай повідомляє про багато інцидентів. Під час порівняння багатьох інцидентів у певній галузі дослідження найважливішими є нові концепції та їхні взаємозв'язки. Отже, обґрунтована теорія є загальним методом, який може використовувати будь-які дані, хоча обґрунтована теорія найчастіше застосовується до якісних даних.
Більшість дослідників, орієнтованих на обґрунтовану теорію, не застосовують статистичні методи до якісних даних, які вони збирають. Результати обґрунтованих теоретичних досліджень не повідомляються у вигляді статистично значущих знахідок, хоча можуть існувати ймовірні твердження про зв'язок між поняттями. Внутрішня валідність у її традиційному дослідницькому розумінні не є проблемою обґрунтованої теорії. Натомість питання придатності, доречності, працездатності та модифікованості важливіші в обґрунтованій теорії. Крім того, прихильники обґрунтованої теорії наголошують на теоретичній валідності, а не на традиційних ідеях внутрішньої валідності чи валідності, пов'язаної з вимірюванням. Прихильники обґрунтованої теорії «менш милосердні, коли обговорюють [психометричну] надійність, називаючи єдиний метод спостереження, який постійно дає незмінне вимірювання, донкіхотською надійністю».
Теорія, яка підходить, має концепції, які тісно пов'язані з подіями, які теорія нібито представляє; відповідність залежить від того, наскільки ретельно було проведено постійне порівняння інцидентів із концепціями. Якісне дослідження, яке ґрунтується на обґрунтованій теорії, вивчає справжні занепокоєння учасників дослідження; ці проблеми становлять не лише академічний інтерес. Обґрунтована теорія працює, коли вона пояснює, як учасники дослідження вирішують проблему, що розглядається, і пов'язані з нею проблеми. Теорію можна модифікувати та змінити, коли нові релевантні дані порівнюються з існуючими.

## Методологія
| Етап      | Призначення                                                            |
| --------- | ---------------------------------------------------------------------- |
| Коди      | Визначення опорних точок, які дозволяють зібрати ключові моменти даних |
| Концепції | Колекції кодів подібного вмісту, які дозволяють групувати дані         |
| Категорії | Широкі групи схожих понять, які використовуються для створення теорії  |
| Теорія    | Набір категорій, які деталізують предмет дослідження                   |

Після того, як дані зібрані, обґрунтований теоретичний аналіз включає такі основні кроки:
1. Кодування тексту та теоретизування: у дослідженні обґрунтованої теорії пошук теорії починається з самого першого рядка найпершого інтерв'ю, яке кодується. Невеликі фрагменти тексту кодуються рядок за рядком. Корисні поняття визначені там, де позначені ключові фрази. Поняття названі. Потім береться ще один фрагмент тексту та продовжуються вищезазначені кроки. Відповідно до Штрауса та Корбіна,[19] цей процес називається відкритим кодуванням. Процес передбачає аналіз даних таким чином, щоб з'явилися концептуальні компоненти. Наступний крок включає теоретизування, яке частково включає об'єднання концепцій і обмірковування того, як кожну концепцію можна пов'язати з більшою, всеосяжною концепцією. Велику роль тут відіграє константний порівняльний метод.
2. Запам'ятовування та теоретизування: Запам'ятовування — це процес, за допомогою якого дослідник пише поточні нотатки, що стосуються кожної з ідентифікованих концепцій. Поточні нотатки являють собою проміжний крок між кодуванням і першою чернеткою завершеного аналізу. Записки — це польові нотатки про концепції та ідеї, які випливають із спостережень. Нагадування починається з першої визначеної концепції та триває до кінця обробки всіх концепцій. Нагадування сприяє формуванню теорії.
3. Інтеграція, уточнення та запис теорій: як тільки з'являться категорії кодування, наступним кроком буде їх об'єднання в теоретичну модель, побудовану навколо центральної категорії, яка об'єднує концепції. Метод постійного порівняння вступає в дію разом із аналізом негативних випадків. Негативний аналіз випадків відноситься до дослідника, який шукає випадки, які не відповідають теоретичній моделі.

Теоретизування включає в себе всі ці кроки. Потрібно побудувати та перевірити теорію до кінця проекту.
Ідея, що все є даними, є фундаментальною властивістю обґрунтованої теорії. Ідея означає, що все, з чим стикається дослідник під час вивчення певної області, є даними, включаючи не лише інтерв'ю чи спостереження, а й усе, що допомагає досліднику генерувати концепції для нової теорії. За словами Ральфа, Біркса та Чепмена, польові нотатки можуть бути отримані з неофіційних інтерв'ю, лекцій, семінарів, зустрічей груп експертів, газетних статей, списків розсилки в Інтернеті, навіть телевізійних шоу, розмов із друзями тощо.

### Кодування
Кодування поміщає події в категорії, а потім створює одну або кілька ієрархій із цих категорій у термінах категорій і підкатегорій або властивостей категорій. Властивість може бути в континуумі, наприклад, від низького до високого, це може називатися розмірністю. Постійне порівняння, коли категорії постійно порівнюються одна з одною, використовується для створення як підкатегорій, так і властивостей. Існують певні варіації у значеннях термінів код, концепція та категорія: деякі автори розглядають код як ідентичний категорії, тоді як інші вважають концепцію більш абстрактною, ніж код, на який код більше схожий істотний код. Різні дослідники визначили різні типи кодів і заохочували різні методи кодування, причому Штраус і Глейзер продовжували розширювати свою роботу різними формами кодування.
Основна змінна пояснює більшість головних проблем учасників з якомога більшою варіацією. Він має найпотужніші властивості для уявлення про те, що відбувається, але з якомога меншою кількістю властивостей, необхідних для цього. Популярний тип основної змінної може бути теоретично змодельований як основний соціальний процес, який пояснює більшість варіацій у змінах у часі, контексті та поведінці в досліджуваній області. Обґрунтована теорія є багатофакторною. Це відбувається послідовно, згодом, одночасно, випадково та за розкладом" (Glaser, 1998).
Відкрите кодування або змістовне кодування концептуалізується на першому рівні абстракції. Письмові дані з польових нотаток або стенограм концептуалізуються рядок за рядком. На початку дослідження все кодується, щоб дізнатися про проблему і як її вирішити. Кодування часто виконується на полях приміток до поля. ↵Ця фаза часто буває стомлюючою, оскільки включає концептуалізацію всіх подій у даних, що дає багато концепцій. Вони порівнюються, коли все більше даних кодується, об'єднується в нові концепції та, зрештою, перейменовується та модифікується. розклад різних кроків обґрунтованої теорії.
Вибіркове кодування проводиться після того, як дослідник знайшов основну змінну або те, що вважається орієнтовним ядром. Ядро пояснює поведінку учасників у вирішенні їхньої основної проблеми. Орієнтовне ядро ніколи не помиляється. Це просто більш-менш відповідає даним. Після вибору основної змінної дослідники вибірково кодують дані, керуючи кодуванням ядра, не турбуючись про концепції, які мало стосуються ядра та його під'ядер. Крім того, тепер дослідник вибірково відбирає нові дані, пам'ятаючи про ядро, процес, який називається теоретичною вибіркою — дедуктивний компонент обґрунтованої теорії. Вибіркове кодування обмежує сферу дослідження (Glaser, 1998). Обґрунтована теорія менше займається точністю даних, ніж створенням абстрактних і загальних концепцій. Вибіркове кодування може бути проведене шляхом перегляду старих польових приміток та/або записок, які вже були закодовані один раз на більш ранньому етапі, або шляхом кодування нещодавно зібраних даних.
Штраус і Корбін запропонували аксіальне кодування та визначили його в 1990 році як «набір процедур, за допомогою яких дані об'єднуються новими способами після відкритого кодування, встановлюючи зв'язки між категоріями». Глейзер запропонував подібну концепцію під назвою теоретичне кодування. Теоретичні коди допомагають розробити інтегровану теорію, вплітаючи роздроблені концепції в гіпотези, які працюють разом. Теорія, складовою частиною якої є щойно згадані гіпотези, пояснює головне занепокоєння учасників. Однак важливо, щоб теорія не була нав'язана на основі даних заздалегідь, а дозволила їй виникнути під час процесу порівняння обґрунтованої теорії. Теоретичні коди, як і основні коди, повинні виникати в процесі постійного порівняння даних у польових примітках і записках.
Вибіркове кодування проводиться після того, як дослідник знайшов основну змінну або те, що вважається орієнтовним ядром. Ядро пояснює поведінку учасників у вирішенні їх основної проблеми. Орієнтовне ядро ніколи не помиляється. Це просто більш-менш узгоджується з даними. Після вибору основної змінної дослідники вибірково кодують дані, керуючи кодуванням ядром, не турбуючись про концепції, які мало стосуються ядра та його пі'дядер. Крім того, тепер дослідник вибірково відбирає нові дані, пам'ятаючи про ядро, процес, який називається теоретичною вибіркою — дедуктивний компонент обґрунтованої теорії.↵Вибіркове кодування обмежує сферу дослідження (Glaser, 1998). Обґрунтована теорія менше займається точністю даних, ніж створенням абстрактних і загальних концепцій. ↵Вибіркове кодування можна проводити шляхом перегляду старих польових приміток і/або записок, які вже були закодовані один раз на більш ранньому етапі, або шляхом кодування нещодавно зібраних даних.
Штраус і Корбін запропонували «парадигму кодування», яка включала «умови, контекст, дії/стратегії взаємодії та наслідки».

### Нагадування
Теоретичні пам'ятки є «основним етапом методології обґрунтованої теорії» (Glaser 1998). «Записки — це теоретизований запис ідей про субстантивні коди та їхні теоретично закодовані зв'язки, які виникають під час кодування, збору й аналізу даних, а також під час створення пам'яток» (Glaser 1998).
Нагадування також є важливим на ранній стадії дослідження обґрунтованої теорії (наприклад, під час відкритого кодування). У пам'ятках дослідник концептуалізує події, сприяючи процесу. Теоретичними пам'ятками може бути будь-що, написане або намальоване в контексті постійного порівняльного методу, важливого компонента обґрунтованої теорії. Записки є важливими інструментами як для вдосконалення, так і для відстеження ідей, які розвиваються, коли дослідники порівнюють інциденти з інцидентами, а потім концепції з концепціями в теорії, що розвивається. У пам'ятках дослідники розвивають ідеї щодо іменування понять і їх співвіднесення одне з одним. Вони досліджують взаємозв'язки між поняттями за допомогою чотирискладових таблиць, діаграм, малюнків або інших засобів, що створюють порівняльну силу.
Без пам'яті теорія є поверхневою, а створені концепції не дуже оригінальними. Memoing працює як накопичення письмових ідей у банк ідей про концепції та те, як вони співвідносяться одне з одним. Цей банк містить численні частини того, що пізніше стане письмовою теорією. Письмо має бути інструментом відтоку ідей, і нічим іншим. Коли люди пишуть записки, ідеї стають більш реалістичними, перетворюючись із думок на слова, і, таким чином, ідеї передаються в потойбічний світ.
В обґрунтованій теорії визнається передсвідома обробка, яка відбувається під час кодування та порівняння. Дослідника заохочують реєструвати ідеї щодо поточного дослідження, які з часом виникають у повсякденних ситуаціях, і усвідомлення інтуїтивності методу також необхідно для досягнення хороших результатів.

### Серендіпіті візерунок
Спираючись на роботу соціолога Роберта К. Мертона, його ідея про патерни інтуїції стала застосовуватися в обґрунтованих теоретичних дослідженнях. Патерни інтуїтивної інтуїції стосуються досить поширених переживань під час спостереження за світом. Патерни випадковості включають непередбачені та аномальні події. Ці закономірності можуть стати поштовхом для розвитку нової теорії або розширення існуючої теорії. Мертон також написав (разом з Елінор Барбер) книгу «Подорожі та пригоди Серендіпіті», у якій простежується походження та використання слова «серендіпіті» з моменту його появи. Книга є «дослідженням соціологічної семантики та соціології науки», як зазначено в підзаголовку. Мертон і Барбер далі розвивають ідею випадковості як наукового «методу» на відміну від цілеспрямованого відкриття шляхом експерименту чи ретроспективного пророцтва.

### Сортування
На наступному кроці записки сортуються, що є ключем до формулювання теорії, яку можна чітко представити іншим. Сортування поєднує розбиті дані. Під час сортування можуть виникати нові ідеї. Нові ідеї, у свою чергу, можуть бути записані в нових записках, що породжує феномен пам'яток на записках. Сортування записок може допомогти створити теорію, яка пояснює основну дію в досліджуваній області. Теорія, написана з несортованих записок, може бути багатою ідеями, але зв'язки між концепціями, ймовірно, будуть слабкими.

### Написання
Написання відсортованих нотаток відбувається за процесом сортування. На цьому етапі формується письмова теорія. Різні категорії тепер пов'язані одна з одною та основною змінною. Теорія повинна охоплювати важливі нові поняття та їх ретельний опис. Дослідник також може побудувати таблиці та/або малюнки для оптимізації читабельності.
На пізнішому етапі переписування відповідна наукова література вплітається в теорію. Нарешті, теорія редагується для стилю та мови. Згодом дослідник подає отриману наукову статтю для публікації. Більшість книг з обґрунтованої теорії не пояснюють, які методологічні деталі повинні бути включені в наукову статтю; проте були запропоновані деякі вказівки.

### Ніякого попереднього огляду літератури та розмов
Обґрунтована теорія дає досліднику свободу створювати нові концепції для пояснення людської поведінки. Однак дослідження, засновані на обґрунтованій теорії, дотримуються кількох правил. Ці правила відрізняють обґрунтовану теорію від більшості інших методів, що використовуються в якісних дослідженнях.
Немає попереднього огляду літератури. Вважається, що перегляд літератури з досліджуваної області породжує упередження щодо того, що шукати. Кажуть, що дослідник став чутливим до концепцій у наявній літературі. Згідно з обґрунтованою теорією, теоретичні концепції повинні виникати з даних, незаплямованих тим, що було раніше. Літературу слід читати лише на етапі сортування та розглядати її як додаткові дані для кодування та порівнювати з тим, що вже було закодовано та згенеровано..
Без розмов. Розмова про теорію до того, як вона буде написана, забирає у дослідника мотиваційну енергію. Розмова може бути як похвалою, так і критикою. І те, і інше може зменшити мотивацію до написання записок, які розвивають і вдосконалюють концепції та теорію. Позитивний відгук, на думку Глейзера, може змусити дослідників задовольнитися тим, що вони мають, а негативний відгук перешкоджає їхній впевненості в собі. Розмова про обґрунтовану теорію повинна бути обмежена особами, здатними допомогти досліднику, не впливаючи на його остаточні судження.

## Використання існуючої теорії
Різні підходи до обґрунтованої теорії відображають різні погляди на те, як існуючу теорію слід використовувати в дослідженнях. У «Відкритті обґрунтованої теорії» Глейзер і Штраус висунув точку зору, що перед проведенням дослідження дослідники повинні прийти до області дослідження без будь-яких упереджених ідей щодо відповідних концепцій і гіпотез. Таким чином, дослідник, згідно з Глейзером і Штраусом, уникає нав'язування упереджених категорій дослідницькій діяльності.
Пізніше Глейзер спробував усунути напругу між нечитанням і читанням літератури перед початком якісного дослідження. Глейзер підняв питання про використання огляду літератури для підвищення «теоретичної чутливості» дослідників, тобто їхньої здатності ідентифікувати обґрунтовану теорію, яка добре відповідає даним. Він припустив, що дослідники-початківці можуть відкласти читання літератури, щоб уникнути надмірного впливу на їх обробку якісних даних, які вони збирають. Глейзер вважав, що читання відповідної дослідницької літератури (основної літератури) може змусити дослідників застосувати до даних уже існуючі концепції, а не інтерпретувати концепції, що випливають із даних. Він, однак, заохочував широке читання літератури для розвитку теоретичної чутливості. Штраус вважав, що читання відповідного матеріалу може підвищити теоретичну чутливість дослідника.

## Розкол у методології та методах
Існують певні розбіжності в методології обґрунтованої теорії. З часом Глейзер і Штраус дійшли до розбіжностей щодо методології, а інші якісні дослідники також змінили ідеї, пов'язані з обґрунтованою теорією. Ця розбіжність сталася найбільш очевидною після того, як Штраус опублікував «Якісний аналіз для соціальних вчених» (1987). У 1990 році Штраус разом із Джульєтт Корбін опублікував «Основи якісного дослідження: процедури та методи обґрунтованої теорії». Публікація книги супроводжувалася докором Глейзера (1992), який розділ за розділом висвітлював відмінності в тому, що, на його думку, було оригінальною обґрунтованою теорією, і чому те, що написали Штраус і Корбін, не було обґрунтованою теорією в його «запланованій формі». Ця розбіжність у методології є предметом багатьох академічних дебатів, які Глейзер (1998) називає «риторичною боротьбою». Глейзер продовжує писати про оригінальний метод обґрунтованої теорії та викладати його.
Методи обґрунтованої теорії, згідно з Глейзером, наголошують на індукції чи появі, а також на творчості окремого дослідника в рамках чіткої сценічної структури. Навпаки, Штрауса більше цікавили критерії перевірки та системний підхід За Келле (2005), "суперечка між Глейзером і Штраусом зводиться до питання про те, чи використовує дослідник чітко визначену «парадигму кодування» і чи завжди систематично шукає «причинні умови», «явища/контекст, проміжні умови, стратегії дій» і «наслідки» в даних (Straussian), чи використовуються теоретичні коди, коли вони виникають, так само, як з'являються субстантивні коди, але спираючись на величезний фонд «сімейств кодування» (Glasserian).

### Конструктивістська обґрунтована теорія
Пізніша версія обґрунтованої теорії під назвою конструктивістська обґрунтована теорія, яка бере свій початок у прагматизмі та конструктивістській епістемології, припускає, що ані дані, ані теорії не відкриваються, а створюються дослідниками в результаті їхньої взаємодії з полем та учасниками дослідження. Прихильниками цього підходу є Чармаз і Брайант.
В одному з інтерв'ю Чармаз виправдала свій підхід так: «Методологія обґрунтованої теорії зазнала нападок. Постмодерністська критика якісного дослідження послабила його легітимність, а наративні аналітики критикували методологію обґрунтованої теорії за фрагментацію історій учасників. Отже, методологію обґрунтованої теорії почали розглядати як застарілу методологію, і деякі дослідники виступали за відмову від неї. Я погодилася з більшою частиною епістемологічної критики ранніх версій методології обґрунтованої теорії такими людьми, як Кеннет Герген. Однак я довго думала, що стратегії методології обґрунтованої теорії, включаючи кодування, написання пам'яток і теоретичну вибірку, є чудовими методологічними інструментами. Я не бачила жодної причини відмовлятися від цих інструментів і всі причини змінити епістемологічні підстави, на яких дослідники їх використовували».
Дані створюються спільно дослідником та учасниками дослідження та забарвлюються з точки зору дослідника, його цінностей, привілеїв, позицій, взаємодії та географічного розташування. Ця позиція займає середину між реалістичною та постмодерністською позиціями, припускаючи, що «затуманеної реальності» в той же час, оскільки вона передбачає кілька точок зору на цю реальність. У рамках цього підходу огляд літератури до збору даних використовується продуктивно та з урахуванням даних, не нав'язуючи висновки, що містяться в огляді, на зібрані дані.

### Критичний реаліст
Була розроблена критична реалістична версія обґрунтованої теорії, яка застосовувалася в дослідженнях, присвячених розробці механізмних пояснень соціальних явищ. Критичний реалізм (КР) — це філософський підхід, пов'язаний із Роєм Бхаскаром, який виступав за структуроване та диференційоване уявлення про реальність, у якому відмінності, стратифікація та зміни є центральними. Теорія, заснована на критичному реалізмі, дає пояснення через дослідження трьох областей соціальної реальності: «реальної» як області структур і механізмів; «дійсне» як область подій; та «емпіричне», як область досвіду та сприйняття.

## Використання в різних дисциплінах
Обґрунтована теорія була «сформована бажанням відкрити соціальні та психологічні процеси». Проте обґрунтована теорія не обмежується дослідженням цих двох областей. Як зазначає Гіббс, процес обґрунтованої теорії може бути застосований і був застосований до ряду різних дисциплін, включаючи медицину, право та економіку. Діяльність обґрунтованої теорії поширилася на медсестринство, бізнес та освіту.
Обґрунтована теорія зосереджується більше на процедурах, ніж на дисципліні, до якої застосовується обґрунтована теорія. Замість того, щоб обмежуватися певною дисципліною чи формою збору даних, обґрунтована теорія була визнана корисною в багатьох областях досліджень. Ось кілька прикладів:
1. У психології обґрунтована теорія використовується для розуміння ролі терапевтичної дистанції для дорослих клієнтів із тривогою прихильності.
2. У соціології обґрунтована теорія використовується для виявлення значення духовності у хворих на рак і того, як їхні переконання впливають на їхнє ставлення до лікування раку.
3. Дослідники громадської охорони здоров'я використали обґрунтовану теорію, щоб дослідити потреби будинків для престарілих у готовності до біженців, які перебувають у будинках для престарілих після урагану Катріна.
4. У бізнесі обґрунтована теорія використовується менеджерами, щоб пояснити, як організаційні характеристики пояснюють підтримку колег.
5. У розробці програмного забезпечення обґрунтована теорія використовувалася для вивчення щоденних зустрічей.[45]
6. Обґрунтована теорія також допомогла дослідникам у галузі інформаційних технологій вивчити використання комп'ютерних технологій у літніх людей.[46][47]
7. У сестринській справі обґрунтована теорія використовувалася для вивчення того, як можна використовувати звіти про зміну зміни для забезпечення безпеки пацієнтів.[48] Вона була удосконалена Кет М. Мелія у зв'язку з навчанням і роботою студентів.[49]

## Переваги
Переваги використання обґрунтованої теорії включають екологічну обґрунтованість, відкриття нових явищ і скупість.
Екологічна валідність означає, наскільки результати досліджень точно відображають реальні умови. Дослідження, засновані на обґрунтованих теоріях, часто вважаються екологічно обґрунтованими, оскільки вони особливо близькі до реальних учасників. Незважаючи на те, що конструкції в обґрунтованій теорії належним чином абстрактні (оскільки їх мета — пояснити інші подібні явища), вони залежать від контексту, деталізовані та тісно пов'язані з даними.
Оскільки обґрунтовані теорії не прив'язані до будь-якої попередньої теорії, обґрунтовані теорії часто є свіжими та новими та мають потенціал для нових відкриттів у науці та інших сферах.
Скупість відноситься до евристики, яка часто використовується в науці, яка припускає, що коли існують конкуруючі гіпотези, які роблять той самий прогноз, гіпотеза, яка спирається на найменшу кількість припущень, є кращою. Обґрунтовані теорії мають на меті надати практичні та прості пояснення складних явищ, намагаючись пов'язати ці явища з абстрактними конструктами та висувати гіпотези про зв'язки між цими конструктами.
Обґрунтована теорія має додаткове значення, оскільки:
- Вона містить чіткі, послідовні вказівки для проведення якісних досліджень.
- Вона пропонує конкретні стратегії для обробки аналітичних фаз запиту.
- Вона надає способи оптимізації та інтеграції збору й аналізу даних
- Це легітимізує якісне дослідження як науковий пошук.

Методи обґрунтованої теорії заслужили своє місце як стандартна методологія соціальних досліджень і вплинули на дослідників з різних дисциплін і професій.

## Критика
Обґрунтована теорія була піддана критиці на основі наукового уявлення про те, що таке теорія. Томас і Джеймс, наприклад, розрізняють ідеї узагальнення, надмірного узагальнення та теорії, зазначаючи, що деякі наукові теорії пояснюють широкий спектр явищ коротко, а обґрунтована теорія цього не робить. Томас і Джеймс помітили, що «проблеми виникають, коли [для теорії] вимагається занадто багато просто тому, що вона є емпіричною; проблеми виникають у розрізненні узагальнення від надмірного узагальнення, наративу від індукції». Вони також пишуть, що прихильники обґрунтованої теорії іноді стверджують, що знаходять причинно-наслідкові наслідки, коли насправді вони знаходять лише асоціацію.
Була критика обґрунтованої теорії на тій підставі, що вона відчиняє двері для надто великої суб'єктивності дослідників. Щойно процитовані автори припускають, що неможливо звільнитися від упереджень під час збору й аналізу даних у спосіб, як це стверджують Глейзер і Штраус. Поппер також підриває ідею обґрунтованої теорії про те, що гіпотези виникають на основі даних, не залежних від попередніх очікувань. Поппер писав, що «об'єкти можна класифікувати, і вони можуть ставати схожими або несхожими лише таким чином — будучи пов'язаними з потребами та інтересами». Спостереження завжди є вибірковим, базується на минулих дослідженнях, цілях і мотивах дослідників, і це дослідження без попередньої думки неможливе. Критики також відзначають, що обґрунтована теорія не в змозі пом'якшити реакцію учасників і може для дослідника, зануреного в обґрунтовану теорію, надмірно ідентифікувати себе з одним або кількома учасниками дослідження.
Хоча вони припускають, що одним із елементів обґрунтованої теорії, який варто зберегти, є постійний порівняльний метод, Томас і Джеймс вказують на формульність методів обґрунтованої теорії та відсутність узгодженості цих методів із відкритою та творчою інтерпретацією, яка має бути відмінною рисою якісний запит.
Підхід обґрунтованої теорії можна розкритикувати як надто емпіричний, тобто він занадто сильно покладається на емпіричні дані. Обґрунтована теорія розглядає дані польових досліджень як джерело теорії. Таким чином, теорії, які виникають у результаті нової польової роботи, протиставляються теоріям, які передували польовій роботі.
Версія обґрунтованої теорії Штрауса була піддана критиці з кількох інших причин:
- Дослідники обґрунтованої теорії іноді мають квазіоб'єктивний фокус, наголошуючи на гіпотезах, змінних, надійності та повторюваності. Цей багатоаспектний фокус призводить до суперечливих висновків.
- Ігнорувати існуючі теорії, не звертаючи уваги на літературу, недоречно.
- Обґрунтована теорія пропонує складну методологію та заплутану термінологію, а не практичну орієнтацію на дослідження та аналіз даних. Дивіться також Толхерст.[56]
- Деякі дослідники обґрунтованих теорій створили погано пояснені теорії; генерація концепції, а не генерація формальної теорії може бути більш практичною метою для дослідників обґрунтованої теорії.

Обґрунтована теорія була розроблена в епоху, коли якісні методи часто вважалися ненауковими. Але коли академічна суворість якісних досліджень стала відомою, цей тип дослідницького підходу здобув широке визнання. В американській академії якісні дослідження часто ототожнюють з методами обґрунтованої теорії. Таке ототожнення більшості якісних методів із обґрунтованою теорією іноді критикувалося якісними дослідниками, які використовують різні підходи до методології (наприклад, у традиційній етнографії, наратології та оповіді).
Однією з альтернатив обґрунтованій теорії є теорія залучення. Заангажована теорія так само наголошує на проведенні емпіричного дослідження на місці, але пов'язує це дослідження з аналітичними процесами емпіричного узагальнення. На відміну від обґрунтованої теорії, залучена теорія походить від традиції критичної теорії. Заангажована теорія розміщує аналітичні процеси в більшій теоретичній структурі, яка визначає різні рівні абстракції, що дозволяє дослідникам робити заяви про ширший світ.
Браун і Кларк вважають тематичний аналіз таким, що має менше теоретичних припущень, ніж обґрунтована теорія, і його можна використовувати в кількох теоретичних рамках. Вони пишуть, що в порівнянні з обґрунтованою теорією тематичний аналіз вільніший, оскільки він не пов'язаний з будь-якою попередньою структурою для осмислення якісних даних. Браун і Кларк, однак, визнають, що існує певна схожість між обґрунтованою теорією та тематичним аналізом, але віддають перевагу тематичному аналізу.

## Подальше читання
- Bryant, A. & Charmaz, K. (Eds.) (2007) The SAGE Handbook of Grounded Theory. Los Angeles: Sage.
- Birks, M. & Mills, J. (2015) Grounded Theory: A practical Guide. London: SAGE Publications.
- Charmaz, K. (2000). Constructing Grounded Theory: A Practical Guide Through Qualitative Analysis. Thousand Oaks, CA: Sage Publications.
- Chun Tie, Ylona, Birks, Melanie, and Francis, Karen (2019) Grounded theory research: a design framework for novice researchers. SAGE Open Medicine, 7. pp. 1–8.
- Clarke, A. (2005). Situational Analysis: Grounded Theory After the Postmodern Turn. Thousand Oaks, CA: Sage Publications.
- Glaser, B. (1992). Basics of grounded theory analysis. Mill Valley, CA: Sociology Press.
- Goulding, C. (2002). Grounded Theory: A Practical Guide for Management, Business and Market Researchers. London: Sage.
- Kelle, Udo (2005). «Emergence» vs. «Forcing» of Empirical Data? A Crucial Problem of «Grounded Theory» Reconsidered. Forum Qualitative Sozialforschung / Forum: Qualitative Social Research [On-line Journal], 6(2), Art. 27, paragraphs 49 & 50.
- Morse, J. M., Stern, P. N., Corbin, J., Bowers, B., Charmaz, K. & Clarke, A. E. (Eds.) (2009). Developing Grounded Theory: The Second Generation. Walnut Creek: Left Coast Press.
- Mey, G. & Mruck, K. (Eds.) (2007). Grounded Theory Reader. Historical Social Research, Suppl. 19. 337 pages.
- Oktay, J. S. (2012) Grounded Theory. New York, NY: Oxford University Press.
- Stebbins, Robert A. (2001) Exploratory Research in the Social Sciences. Thousand Oaks, CA: Sage.
- Strauss, A. (1987). Qualitative analysis for social scientists. Cambridge, United Kingdom: Cambridge University Press.
- Thomas, G.; James, D. (2006). Re-inventing grounded theory: some questions about theory, ground and discovery (PDF). British Educational Research Journal. 32 (6): 767—795. doi:10.1080/01411920600989412.

Глейзер
- Glaser BG, The Constant Comparative Method of Qualitative Analysis. Social Problems, 12(4), 445, 1965.
- Glaser BG, Strauss A. Discovery of Grounded Theory. Strategies for Qualitative Research. Sociology Press, 1967
- Glaser BG. Theoretical Sensitivity: Advances in the methodology of Grounded Theory. Sociology Press, 1978.
- Glaser BG (ed). More Grounded Theory Methodology: A Reader. Sociology Press, 1994.
- Glaser BG (ed). Grounded Theory 1984—1994. A Reader (two volumes). Sociology Press, 1995.
- Glaser BG (ed). Gerund Grounded Theory: The Basic Social Process Dissertation. Sociology Press, 1996.
- Glaser BG. Doing Grounded Theory — Issues and Discussions. Sociology Press, 1998.
- Glaser BG. The Grounded Theory Perspective I: Conceptualization Contrasted with Description. Sociology Press, 2001.
- Glaser BG. The Grounded Theory Perspective II: Description's Remodeling of Grounded Theory. Sociology Press, 2003.
- Glaser BG. The Grounded Theory Perspective III: Theoretical coding. Sociology Press, 2005.

Штраус і Корбін
- Anselm L. Strauss; Leonard Schatzman; Rue Bucher; Danuta Ehrlich & Melvin Sabshin: Psychiatric ideologies and institutions (1964)
- Barney G. Glaser; Anselm L. Strauss: The Discovery of Grounded Theory. Strategies for Qualitative Research (1967)
- Anselm L. Strauss: Qualitative Analysis for Social Scientists (1987)
- Anselm L. Strauss; Juliet Corbin: Basics of Qualitative Research: Grounded Theory Procedures and Techniques, Sage (1990)
- Anselm L. Strauss; Juliet Corbin: «Grounded Theory Research: Procedures, Canons and Evaluative Criteria», in: Zeitschrift für Soziologie, 19. Jg, S. 418 ff. (1990)
- Anselm L. Strauss: Continual Permutations of Action (1993)
- Anselm L. Strauss; Juliet Corbin: «Grounded Theory in Practice», Sage (1997)
- Anselm L. Strauss; Juliet Corbin: «Basics of Qualitative Research: Grounded Theory Procedures and Techniques». 2nd edition. Sage, 1998.
- Juliet Corbin; Anselm L. Strauss: «Basics of Qualitative Research: Grounded Theory Procedures and Techniques». 3rd edition. Sage, 2008.

Конструктивістська обґрунтована теорія
- Bryant, Antony (2002) 'Re-grounding grounded theory', Journal of Information Technology Theory and Application, 4(1): 25–42.
- Bryant, Antony and Charmaz, Kathy (2007) 'Grounded theory in historical perspective: An epistemological account', in Bryant, A. and Charmaz, K. (eds.), The SAGE Handbook of Grounded Theory. Los Angeles: Sage. pp. 31–57.
- Charmaz, Kathy (2000) 'Grounded theory: Objectivist and constructivist methods', in Denzin, N.K. and Lincoln, Y.S. (eds.), Handbook of Qualitative Research. 2nd edn. Thousand Oaks, CA: Sage. pp. 509–535.
- Charmaz, Kathy (2003) 'Grounded theory', in Smith, J.A. (ed.), Qualitative Psychology: A Practical Guide to Research Methods. London: Sage. pp. 81–110.
- Charmaz, Kathy (2006) Constructing Grounded Theory. London: Sage.
- Charmaz, Kathy (2008) 'Constructionism and the grounded theory method', in Holstein, J.A. and Gubrium, J.F. (eds.), Handbook of Constructionist Research. New York: The Guilford Press. pp. 397–412.
- Charmaz, Kathy (2009) 'Shifting the grounds: Constructivist grounded theory methods', in J. M. Morse, P. N. Stern, J. Corbin, B. Bowers, K. Charmaz and A. E. Clarke (eds.), Developing Grounded Theory: The Second Generation. Walnut Creek: Left Coast Press. pp. 127–154.
- Charmaz, Kathy (forthcoming) Constructing Grounded Theory 2nd ed. London: Sage.
- Mills, Jane, Bonner, Ann, & Francis, Karen (2006) 'Adopting a constructivist approach to grounded theory: Implications for research design' International Journal of Nursing Practice, 12(1): 8–13.
- Mills, Jane, Bonner, Ann, & Francis, Karen (2006) 'The development of constructivist grounded theory', International Journal of Qualitative Methods, 5 (1): 25–35.
- Thornberg, Robert (2012) 'Informed grounded theory', Scandinavian Journal of Educational Research, 56: 243—259.
- Thornberg, Robert and Charmaz, Kathy (2011) 'Grounded theory', in Lapan, S.D., Quartaroli M.T. and Reimer F.J. (eds.), Qualitative Research: An Introduction to Methods and Designs. San Francisco, CA: John Wiley/Jossey–Bass. pp. 41–67.
- Thornberg, Robert & Charmaz, K. (forthcoming) 'Grounded theory and theoretical coding', in Flick, U. (ed.), The SAGE handbook of qualitative analysis. London: Sage.